# Atletica leggera alla XXIX Universiade - Salto con l'asta femminile
Il salto con l'asta femminile alla XXIX Universiade si è svolto dal 24 al 26 agosto 2017.

## Podio
| Oro     | Iryna Zhuk Bielorussia  |
| Argento | Annika Roloff Germania  |
| Bronzo  | Marta Onofre Portogallo |

## Risultati

### Qualificazioni
Si qualificano alla finale le atlete che saltano 4,00 m Q o le dodici migliori misure q.
| Posizione | Gruppo | Atleta               | Nationalità   | 3.30 | 3.45 | 3.60 | 3.70 | 3.80 | 3.90 | 4.00 | Risultato | Note                                     |
| --------- | ------ | -------------------- | ------------- | ---- | ---- | ---- | ---- | ---- | ---- | ---- | --------- | ---------------------------------------- |
| 1         | A      | Anjuli Knäsche       | Germania      | –    | –    | –    | –    | –    | –    | o    | 4.00      | Q                                        |
| 1         | A      | Maryna Kylypko       | Ucraina       | –    | –    | –    | –    | –    | –    | o    | 4.00      | Q                                        |
| 1         | A      | Kamila Przybyła      | Polonia       | –    | –    | –    | –    | –    | –    | o    | 4.00      | Q                                        |
| 1         | B      | Marta Onofre         | Portogallo    | –    | –    | –    | –    | –    | –    | o    | 4.00      | Q                                        |
| 1         | B      | Annika Roloff        | Germania      | –    | –    | –    | –    | –    | –    | o    | 4.00      | Q                                        |
| 1         | B      | Justyna Śmietanka    | Polonia       | –    | –    | –    | –    | –    | –    | o    | 4.00      | Q                                        |
| 1         | B      | Iryna Zhuk           | Bielorussia   | –    | –    | –    | –    | –    | –    | o    | 4.00      | Q                                        |
| 8         | A      | Valeria Chiaraviglio | Argentina     | –    | –    | –    | –    | xxo  | o    | o    | 4.00      | Q                                        |
| 9         | A      | Aurelie De Ryck      | Belgio        | –    | –    | –    | –    | –    | o    | xo   | 4.00      | Q                                        |
| 9         | B      | Line Renée Jensen    | Danimarca     | –    | –    | –    | o    | o    | o    | xo   | 4.00      | Q,                                       |
| 9         | B      | Paige Ridout         | Canada        | –    | –    | –    | –    | o    | o    | xo   | 4.00      | Q                                        |
| 12        | B      | Elien De Vocht       | Belgio        | –    | –    | –    | –    | xo   | xo   | xxx  | 3.90      | q                                        |
| 13        | B      | Sonia Malavisi       | Italia        | –    | –    | –    | –    | o    | xxx  |      | 3.80      |                                          |
| 14        | A      | Leda Kroselj         | Slovenia      | o    | o    | o    | xxx  |      |      |      | 3.60      |                                          |
| 15        | A      | Tiina Tikk           | Estonia       | o    | xxo  | o    | xxx  |      |      |      | 3.60      | Miglior prestazione personale stagionale |
| 16        | B      | Lin Tsai-ying        | Taipei Cinese | o    | o    | xxx  |      |      |      |      | 3.45      |                                          |
| 17        | A      | Caroline Ranners     | Danimarca     | –    | xxo  | xxx  |      |      |      |      | 3.45      |                                          |
| 18        | A      | Klarika Kaldmaa      | Estonia       | xxo  | xxx  |      |      |      |      |      | 3.30      |                                          |
|           | A      | Robin Bone           | Canada        | –    | –    | –    | xxx  |      |      |      | NM        |                                          |

### Finale
| Posizione | Atleta               | Nationalità | 3.90 | 4.00 | 4.10 | 4.20 | 4.30 | 4.40 | 4.45 | 4.50 | Risultato | Note                                     |
| --------- | -------------------- | ----------- | ---- | ---- | ---- | ---- | ---- | ---- | ---- | ---- | --------- | ---------------------------------------- |
|           | Iryna Zhuk           | Bielorussia | –    | –    | o    | –    | o    | o    | xxx  |      | 4.40      |                                          |
|           | Annika Roloff        | Germania    | –    | –    | –    | xo   | o    | o    | –    | xxx  | 4.40      |                                          |
|           | Marta Onofre         | Portogallo  | –    | o    | o    | o    | o    | xo   | xxx  |      | 4.40      | Miglior prestazione personale stagionale |
| 4         | Maryna Kylypko       | Ucraina     | –    | –    | o    | xxo  | o    | xxo  | xxx  |      | 4.40      |                                          |
| 5         | Justyna Śmietanka    | Polonia     | –    | –    | xo   | o    | xo   | xxx  |      |      | 4.30      |                                          |
| 6         | Anjuli Knäsche       | Germania    | –    | o    | xo   | o    | xxx  |      |      |      | 4.20      |                                          |
| 7         | Paige Ridout         | Canada      | o    | o    | xxo  | xo   | xxx  |      |      |      | 4.20      |                                          |
| 8         | Valeria Chiaraviglio | Argentina   | o    | o    | o    | xxx  |      |      |      |      | 4.10      |                                          |
| 8         | Kamila Przybyła      | Polonia     | –    | –    | o    | xxx  |      |      |      |      | 4.10      |                                          |
| 10        | Line Renée Jensen    | Danimarca   | –    | –    | xo   | xxx  |      |      |      |      | 4.10      | Miglior prestazione personale            |
| 11        | Aurelie De Ryck      | Belgio      | o    | xo   | xxo  | xxx  |      |      |      |      | 4.10      |                                          |
| 12        | Elien De Vocht       | Belgio      | o    | o    | xxx  |      |      |      |      |      | 4.00      |                                          |